# Венгерський Дмитро Володимирович
Венгерський Дмитро Володимирович (9 жовтня 1961 — †15 вересня 1981) — радянський військовик, учасник афганської війни.

## Життєпис
Народився 9 жовтня 1961 року в м. Хотин. Після закінчення Хотинської автошколи працював водієм на підприємстві.
До лав Збройних Сили був призваний 23.11.1980 року Хотинським РВК.
В Афганістані з травня 1981 року у складі в/ч польова пошта 24785 на посаді командира мотострілецького відділення. Неодноразово брав участь у боях з моджахедами.
15 вересня 1981 року супроводжував автомобільну колону. В районі кишлака Дарваз провінції Баглан на колону напали моджахеди, розгорівся бій. При маневруванні бойова машина піхоти, в якій знаходився Дмитро, підірвалася на фугасі. Загинув увесь екіпаж.
Похований у м. Хотині.

## Нагороди
- орден Червоної Зірки (посмертно)